# Meant to Be (album Jennie Löfgren)
Meant to Be è l'album di debutto della cantante svedese Jennie Löfgren, pubblicato l'8 novembre 2001 su etichetta discografica Columbia Records.

## Tracce
1. Do You Feel – 4:07
2. Somewhere – 4:09
3. Believer – 3:51
4. Meant to Be – 4:53
5. Home – 4:05
6. Dreams – 3:39
7. You Make Me Feel – 4:18
8. Sleep – 4:32
9. This Day – 4:49
10. Secretly – 3:58
11. Spark – 4:46
12. Precious Blue – 3:17

## Classifiche
| Classifica (2002) | Posizione massima |
| ----------------- | ----------------- |
| Svezia            | 35                |